# 南坪镇 (重庆市)
南坪镇，是中华人民共和国重庆市南岸区下辖的一个乡镇级行政单位。

## 行政区划
南坪镇下辖以下地区：
兴隆社区、白鹤苑社区、南塘苑社区、回龙湾社区、渝能社区、金阳社区、辅仁社区、海棠村、四公里村和二塘村。

## 交通
- 南坪站